# Acacia ehrenbergii
Acacia ehrenbergii é uma espécie de leguminosa do gênero Acacia, pertencente à família Fabaceae.